# 斯維希夫
50°37′40″N 25°31′29″E / 50.62778°N 25.52472°E
斯維希夫（烏克蘭語：Свищів），是烏克蘭西北部的村莊，隸屬里夫內州的杜布諾區。該村始建於1702年，面積5.12平方公里，海拔高度219米，2001年人口202，人口密度每平方公里39.5人。